# Proprietà di Paramount
Questa è una lista delle proprietà di ViacomCBS.

## Paramount Motion Pictures Group
Paramount Motion Pictures Group
- Paramount Pictures
  - Paramount Vantage
  - Insurge Pictures
  - Paramount Animation
- Paramount Licensing, Inc.
- Paramount Home Media Distribution
  - Paramount Famous Productions
- Comedy Central Films
- MTV Films
- Nickelodeon Movies
- Nickelodeon Animation Studio
- Paramount Television
- United International Pictures (UIP), Si tratta di una joint venture con la Universal Studios.
- Paramount Pictures International
- Paramount Studio Group – post-produzione
  - The Studios at Paramount – impianti di produzione
  - Paramount on Location – strutture di sostegno della produzione in Nord America tra cui New York, Vancouver, e Atlanta
  - Worldwide Technical Operations
- Worldwide Television Distribution
- Paramount Parks & Resorts, concessione di licenze e design per parchi e resort[1]

## Paramount Media Networks
Paramount Media Networks
- MTV
  - MTV2
  - MTV Live
  - MTV Classic
  - MTVU
- VH1
- Logo TV
- Comedy Central
- Spike
- Nickelodeon
  - Nick Jr.
  - NickRewind
- TV Land
- CMT
  - CMT Music
  - CMT (Canada) (10%)
- BET
  - BET Hip-Hop
  - BET Gospel
  - BET Jams
  - BET Soul
  - Centric

## Paramount Networks International
Paramount Networks International
- Viacom 18 (50% con Network 18)
- VIVA
- MTV Tres
- Channel 5
- 5Star
- 5 USA
- Telefe
  - Telefe International
- Paramount Network
- Paramount Comedy
- SBS Viacom, LLC (50% con Seoul Broadcasting System)
  - SBS MTV
  - Nickelodeon (Corea del Sud)
- Chilevisión

## Nickelodeon Networks
- Nickelodeon
  - Nick at Nite
- Nick Jr. Channel
- Nicktoons
- TeenNick
- NickMusic
- Nick.com
- NickOnBoard

## Etichette discografiche
- Comedy Central Records
- Nick Records

## Altri assets
- Viacom International, Inc.
- Teenage Mutant Ninja Turtles (TMNT)
- Bellator MMA
- Rainbow S.r.l. (30%)
  - Bardel Entertainment
- Defy Media (7%)

## Partecipazioni varie
- Last.fm
- CBS Broadcast Center
- CBS Experiences Inc.
- CBS Sporting Club
- CBS Stages Canada
- CBS VFX
- Ed Sullivan Theater

- FuboTV (quota non dichiarata)[2]
- Paramount Digital Studios
- Paramount Television International Studios
- Pop Culture Media
  - ComicBook.com
  - PopCulture.com
- Velocity
- Viacom International Inc. – detentore del copyright dei contenuti di MTV, VH1 e Nickelodeon[3]
- WhoSay

## Assets del passato
- DreamWorks SKG
  - DreamWorks Distribution, LLC
  - Go Fish Pictures
  - DreamWorks Home Entertainment
  - DreamWorks Television
  - DW Funding LLC
- Paramount Parks
- Paramount Stations Group
- RateMyProfessors.com